# Итапоран
Итапоран (порт. Itaporã) — муниципалитет в Бразилии, входит в штат Мату-Гросу-ду-Сул. Составная часть мезорегиона Юго-запад штата Мату-Гроссу-ду-Сул. Входит в экономико-статистический микрорегион Дорадус. Население составляет 17 865 человек на 2006 год. Занимает площадь 1322,003 км². Плотность населения — 13,5 чел./км². Занимает 1534 место по численности населения в своей стране (Бразилия), 24 место в регионе (штат Мату-Гросу-ду-Сул). Положение среди всех городов мира: приблизительно 16493 место. Следует помнить, что данные о городском населении постоянно изменяются и в большинстве случаев невозможно сделать точный подсчет. Дата основания поселения или первого упоминания неизвестны. Он расположен недалеко от государственной границы, в соседях Парагвай. Итапоран находится в южном полушарии Земли.

## История
Город основан в 1953 году.

## Праздники
Праздник города — 10 декабря.

## Ближайшие города и расстояние до них
Дорадус (24 км), Риу-Брильянти (43 км), Маракажу (49 км), Каарапо (69 км), Педро-Хуан-Кабальеро (95 км, Парагвай), Понта-Поран (101 км), Ниуаки (135 км)

## Статистика
- Валовой внутренний продукт на 2003 год составляет 163 976 177,00 реалов (данные: Бразильский институт географии и статистики).
- Валовой внутренний продукт на душу населения на 2003 год составляет 9375,96 реалов (данные: Бразильский институт географии и статистики).
- Индекс развития человеческого потенциала на 2000 год составляет 0,712 (данные: Программа развития ООН).